# I. e. 71
Évszázadok: i. e. 2. század – i. e. 1. század – 1. század
Évtizedek: i. e. 120-as évek – i. e. 110-es évek – i. e. 100-as évek – i. e. 90-es évek – i. e. 80-as évek – i. e. 70-es évek – i. e. 60-as évek – i. e. 50-es évek – i. e. 40-es évek – i. e. 30-as évek – i. e. 20-as évek
Évek: i. e. 76 – i. e. 75 – i. e. 74 – i. e. 73 –  i. e. 72 – i. e. 71 – i. e. 70 – i. e. 69 – i. e. 68 – i. e. 67 – i. e. 66

## Események

### Róma
- Publius Cornelius Lentulus Surát és Cnaeus Aufidius Orestest választják consulnak.
- A harmadik rabszolgaháborúban Spartacus ismét északnak vonul és szétveri a Crassus által küldött, a visszavonulását elvágni igyekvő két légiót. Picenum vagy Samnium vidékén azonban kénytelen visszafordulni és visszatér délre, a Messinai-szoroshoz. Kilikiai kalózok megígérik, hogy átviszik seregét Szicíliába, de a pénz átvétele után cserben hagyják.
- Crassus erődítésekkel elzárja a rhegiumi félszigetet, majd amikor a szenátus utasítására Cnaeus Pompeius és Marcus Terentius Varro Lucullus is a segítségére indul, attól tartva hogy azok aratják le a dicsőséget, támadásba lendül. Több összecsapás után a Silarius folyónál szétveri a lázadó rabszolgák főseregét, maga Spartacus is elesik. A háború véget ér, az elfogott mintegy 6000 rabszolgát keresztre feszítik a Via Appia mentén Rómától Capuáig.
- A harmadik mithridatészi háborúban Lucullus bevonul Pontoszba, ahol Cabira erődjénél VI. Mithridatész király mintegy 45 ezres sereget gyűjtött. Miután a rómaiak visszaverik lovassága támadását, Mithridatész megpróbál visszavonulni, de eközben az üldözőktől katasztrofális vereséget szenved. Mithridatész vejéhez, II. Tigranész örmény királyhoz menekül.
- A szenátus engedélyezi, hogy Pompeius, aki még nem viselt megfelelő állami tisztséget és az előírt kornál is fiatalabb volt, induljon a consulválasztáson. Crassus a segítségét kéri hogy a tiszttársa lehessen; Pompeius támogatja az indulását.
- Marcus Antonius megalázó vereséget szenved a kilikiai kalózoktól és az őt támogató krétaiaktól, hajói többsége elsüllyed; a közvélemény a gúnyolódó Creticus melléknévvel látja el. Nem sokkal később meghal Krétán.

### Kína
- Huo Kuang főminiszter felesége megmérgezi Hszüan császár terhes feleségét, Hszü Ping-csünt, hogy a császár az ő lányát vegye el (ahogyan abban az uralkodó trónra segítésekor megállapodtak, de Hszüan mégis megtartotta korábbi feleségét).

## Halálozások
- Spartacus, trák gladiátor és a rabszolgafelkelés vezére
- Marcus Antonius Creticus, római hadvezér, Marcus Antonius apja

## Fordítás
- Ez a szócikk részben vagy egészben  a(z)   71 av. J.-C. című francia Wikipédia-szócikk ezen változatának fordításán alapul.  Az eredeti cikk szerkesztőit annak laptörténete sorolja fel. Ez a jelzés csupán a megfogalmazás eredetét és a szerzői jogokat jelzi, nem szolgál a cikkben szereplő információk forrásmegjelöléseként.